# Only the Animals - Storie di spiriti amanti
Only the Animals - Storie di spiriti amanti (Seules les bêtes) è un film del 2019 diretto da Dominik Moll.

## Trama
Una donna è scomparsa. all'indomani di una tempesta di neve, la sua auto viene rinvenuta su una strada che sale su un altopiano, dove sono situate alcune fattorie isolate. Mentre i gendarmi non sanno da dove cominciare con le indagini, cinque persone sanno di essere legate alla sparizione. Ognuna di loro ha il suo segreto, prezioso come la loro stessa vita.

## Promozione
Il primo trailer italiano del film è stato diffuso il 4 aprile 2022.